# Dubravko Balenović
Dubravko Balenović (Zagreb, 4. srpnja 1944.), geolog, hrvatski podvodni ribolovac, sportski dužnosnik, poduzetnik, političar i publicist.
Od ranog djetinjstva postao stanovnik Malog Lošinja, gdje je s ocem Zvonimirom i bratom Vladimirom ušao u svijet podvodnog ribolova. Višestruki osvajač Novogodišnjeg kupa gradova u Malom Lošinju, državni prvak, dugogodišnji reprezentativac Jugoslavije, izbornik reprezentacije Hrvatske (1993. – 1996.). Na Svjetskom prvenstvu 1967. na Kubi osvojio peto mjesto. Predsjednik Hrvatskog ronilačkog saveza.
Godine 1990. izabran za predsjednika Izvršnog vijeća Općine Cres-Lošinj. Predsjednik općinskog Kriznog štaba prilikom povlačenja JNA s Lošinja u prosincu 1991. godine.
Godine 2014. objavio hrvatski prijevod putopisa Alberta Fortisa "Ogled zapažanja o otocima Cresu i Lošinju" iz 1771. godine, te knjigu autobiografskih zapisa "Moje posljednje ronjenje" 2018. godine.